# Bianca di Castiglia (badessa)
Bianca di Castiglia (Alcocer, 1315 circa – Burgos, 1375) fu una principessa discendente dai reali di Castiglia e d'Aragona, che sposò l'erede al trono del Portogallo e che fu Signora dell'Abbazia di Las Huelgas di Burgos.

## Origine
Bianca, come riporta Os Livro de Linhagens, I, Livro Velho, Portugaliæ Monumenta Historica, Scriptores, Vol. I, Fasc. II era figlia di Pietro di Castiglia re di Maria d'Aragona (o infante D. Pedro de suso dito filho delrey D. Sancho e da raynha D. Maria casou com a infante D. Maria d’Aragam.....e des com era D. Branca), che, secondo la Crónica de San Juan de la Peña era figlia del re d'Aragona e di Valencia, Conte di Barcellona e delle altre contee catalane e re di Sardegna e che era stato anche re di Sicilia e re di Maiorca, Giacomo II il Giusto (la primera huvo nombre dona María et fue muller del infant don Pero de Castiella) e della sua seconda consorte Bianca di Napoli, che sempre secondo la Crónica de San Juan de la Peña era figlia del re Carlo II d'Angiò (el dito rey don Jayme prisso por
muller dona Blanca, filla del dito rey Carlos).

Pietro, come riporta il Nobiliario de D. Pedro Conde de Bracelos, era il figlio maschio quartogenito del re di Castiglia Sancho IV di Castiglia e di Maria di Molina, che, secondo il Chronicon de Cardeña era figlia di Alfonso di Molina e, come riporta il Nobiliario de D. Pedro Conde de Bracelos della sua terza moglie, Mayor Téllez di Meneses, signora di Montealegre e Tiedra e figlia di Alfonso Tellez de Meneses e di Maria Annes de Lima.

## Biografia
Suo padre, Pietro morì durante la battaglia di Vega di Granada, nel 1319, quando Bianca era nata da poco, o addirittura, secondo la Gran enciclopedia catalana nacque postuma; i reggenti del regno di Castiglia, Giovanni e Pietro nel 1319, avevano deciso di riprendere la guerra contro i Mori e dopo una rapida avanzata, il 25 giugno Pietro morì cadendo da cavallo durante la battaglia di Vega de Granada, mentre Giovanni fu colto da malore alla notizia della morte di Pietro. La loro morte è ricordata anche dal Chronicon Domini Joannis Emmanuelis (obierunt Infantes Dns Joannes et Dns Petrus, in Vega Granatæ).
L'anno dopo, fu in Aragona, a Calatayud, al seguito della madre, Maria, per incomprensioni tra Castiglia ed Aragona.

Per ovviare ai dissidi fu progettato il matrimonio tra Bianca ed il re di Castiglia, Alfonso XI, ma non sene fece nulla.
Infine Bianca, nel 1325, fu data in sposa all'erede al trono del Portogallo, Pietro I del Portogallo (que fai sposa de infante D. Pedro de Portugal).

 Il matrimonio non fu mai consumato e fu annullato nel 1330.
Dal 1331, Bianca si ritirò nell'Abbazia di Las Huelgas di Burgos, al seguito della madre e dove, secondo il documento n° 141 de Las Huelgas de Burgos, Tome I, il re di Castiglia, Alfonso XI, nell'ottobre del 1331, intervenne per aiutare Maria con i debiti che aveva con i creditori del monastero dell'Abbazia di Las Huelgas, dove era stato sepolto il marito Pietro e nominò Bianca signora dell'abbazia e dove Bianca prese i voti e vi rimase per il resto della vita.

### Fonti primarie
- (LA, ES) España sagrada, Volume 23.
- (LA) España sagrada, Volume 2.
- (ES) Crónica de San Juan de la Peña (PDF).
- (PT) Nobiliario del Conde de Barcelos Don Pedro, Hijo del Rey Don Dionisio, Reyes de Portugal.
- (ES) Las Huelgas de Burgos, Tome I.
- (PT)  Livro de Linhagens, I, Livro Velho, Portugaliæ Monumenta Historica, Scriptores, Vol. I, Fasc. II